# Río Lewis
El río Lewis es un afluente de 153 kilómetros de longitud del río Columbia en el suroeste del estado estadounidense de Washington. Drena parte de la cordillera de las Cascadas al norte del río Columbia.
A diferencia del cercano condado de Lewis y del Fort Lewis, este río no recibió el nombre del explorador Meriwether Lewis, sino más bien de un colono llamado A. Lee Lewis, quien fue uno de los primeros que se estableció en la desembocadura del río.

## Curso
El río Lewis, a veces llamado río North Fork Lewis, nace en el noreste del condado de Skamania, al oeste del monte Adams en la cordillera de las Cascadas, a unos 120 km al noreste de Portland. 
Fluye aproximadamente hacia el suroeste a través del bosque nacional Gifford Pinchot en el centro del condado de Skamania, pasando por el lado sur del monte Santa Helena. Desde aquí forma la frontera entre el condado de Cowlitz en el norte y el condado de Clark en el sur. En los últimos 15 km de su curso gira bruscamente hacia el sur y luego se dobla hacia el oeste para desembocar en el río Columbia frente a St. Helens, aproximadamente 24 km al norte de Vancouver, Washington.
Los asentamientos solo se encuentran en los tramos inferiores: Cougar, Ariel y Woodland, todos en la orilla norte derecha y, por lo tanto, en el condado de Cowlitz. En el área de la desembocadura del río Lewis en el río Columbia se encuentra el Refugio Nacional de Vida Silvestre Ridgefield, una reserva natural del tipo de Refugio Nacional de vida silvestre bajo la administración del Servicio de Pesca y Vida Silvestre de los Estados Unidos.
Poco antes de la confluencia con el río Columbia, el río toma agua del río East Fork Lewis. Las cabeceras de East Fork se encuentran en el lado occidental de Lookout Mountains en el condado de Skamania. A lo largo de su curso hacia el oeste se encuentran en el condado de Clark los asentamientos de Heisson y La Center y el Parque Estatal Paradise Point. El nombre South Fork Lewis River también es común para el East Fork.

## Embalses a lo largo de su curso
Para la generación de electricidad hidroeléctrica, el río se represa varias veces y forma de esa manera una cadena de embalses: Presa Swift, Lago Yale y Lago Merwin.

## Hidrografía
El Servicio Geológico de los Estados Unidos opera varios medidores en la cuenca hidrográfica del río Lewis.
El caudal medio anual del río Lewis (1924-2006) en Ariel, alrededor de 30 km sobre la desembocadura del río Columbia, es de 135 m³/s. La zona de captación hasta este punto tiene una superficie de 1893 km². La cantidad de descarga más alta observada fue de alrededor de 3.600 m³/s y ocurrió el 22 de diciembre de 1933, el caudal más bajo fue cero y se midió varios días entre el 30 de junio y el 9 de julio de 1931. Eso ocurrió, porque los trabajos de construcción en la presa Merwin impidieron el drenaje.
Alrededor de 32 km por encima de la confluencia con la rama principal en Heisson se encuentra el ancho del río East Fork Lewis, cuya zona de captación hasta este punto es de 324 km² cubiertos. Allí se mantienen registros continuamente desde septiembre de 1929. El volumen medio anual de la cantidad de descarga aquí es de 21 m³/s. La cantidad de descarga más alta observada ocurrió el 8 de febrero de 1996 con 800 m³/s, el caudal medio más bajo de 0,8 m³/s se midió el 3 de noviembre de 1935, el 27 y 28 de septiembre de 1967.